# Nodeskrivningsprogram
Nodeskrivningsprogram er et program der fokuserer på at skrive noder og hvor dele af programmet kan anvendes til at indspille og/eller redigere digital musik på en computer. 

## Nodeskrivningsprogrammer (2008)
- Band in a box
- Catewalk
- Cubase
- Encore
- Finale
- Logic
- MuseScore[1]
- Musicator
- PriMus[2]
- Sibelius